# Szerbia és Montenegró-i női labdarúgó-válogatott
A Szerbia és Montenegró-i női labdarúgó-válogatott Szerbia és Montenegró nemzeti csapata volt egészen 2006-ig, amikor Montenegró a különválás mellett döntött és megszűnt a közös válogatott. A Szerbia és Montenegró-i női labdarúgó-válogatott eredményeinek egyedüli jogutódja a Szerb női labdarúgó-válogatott.
Szerbia és Montenegró női nemzeti csapata egyszer sem kvalifikálta magát világbajnokságra, Európa-bajnokságra illetve az olimpiai játékokra.

## Nemzetközi eredmények

### Világbajnoki szereplés
| Év       | Helyszín         | Eredmény      | Hely | M | Gy | D | V | Rg | Kg | Gk | P |
| -------- | ---------------- | ------------- | ---- | - | -- | - | - | -- | -- | -- | - |
| 1995     | Svédország       | kizárva       | –    | – | –  | – | – | –  | –  | –  | – |
| 1999     | Egyesült Államok | nem jutott be | –    | – | –  | – | – | –  | –  | –  | – |
| 2003     | Egyesült Államok | nem jutott be | –    | – | –  | – | – | –  | –  | –  | – |
| Összesen | Összesen         | 0 / 3         |      | – | –  | – | – | –  | –  | –  | – |

### Európa-bajnoki szereplés
| Év       | Helyszín            | Eredmény      | Hely | M | Gy | D | V | Rg | Kg | Gk | P |
| -------- | ------------------- | ------------- | ---- | - | -- | - | - | -- | -- | -- | - |
| 1995     | Németország         | kizárva       | –    | – | –  | – | – | –  | –  | –  | – |
| 1997     | Norvégia Svédország | nem jutott be | –    | – | –  | – | – | –  | –  | –  | – |
| 2001     | Németország         | nem jutott be | –    | – | –  | – | – | –  | –  | –  | – |
| 2005     | Anglia              | nem jutott be | –    | – | –  | – | – | –  | –  | –  | – |
| Összesen | Összesen            | 0 / 4         |      | – | –  | – | – | –  | –  | –  | – |

### Olimpiai szereplés
| Év       | Helyszín | Eredmény      | Hely | M | Gy | D | V | Rg | Kg | Gk | P |
| -------- | -------- | ------------- | ---- | - | -- | - | - | -- | -- | -- | - |
| 1996     | Atlanta  | kizárva       | –    | – | –  | – | – | –  | –  | –  | – |
| 2000     | Sydney   | nem jutott be | –    | – | –  | – | – | –  | –  | –  | – |
| 2004     | Athén    | nem jutott be | –    | – | –  | – | – | –  | –  | –  | – |
| Összesen | Összesen | 0 / 3         |      | – | –  | – | – | –  | –  | –  | – |

## Lásd még
- Szerbia és Montenegró-i labdarúgó-válogatott